# René Béhaine
René Béhaine (n. 17 iunie 1880, Vervins (Aisne) - d. 2 ianuarie 1966, Villefranche-sur-Mer) a fost un romancier francez. Este autor al romanului ciclic Historie d'une société (Povestea unei societăți)

## Cărți
- L’Histoire d’une Société, începută în 1904 și terminată în 1959, conține 16 volume cu titluri simbolice :

- Les Nouveaux venus (Charpentier, 1908)
- Les Survivants (Grasset, 1914)
- Si jeunesse savait... (Grasset, 1919)
- "La Conquête de la Vie" (Grasset, 1924)
- L’Enchantement du Feu (Grasset, 1926)
- Avec les yeux de l’Esprit (Grasset, colecția « Les Cahiers Verts », 1928)
- Au prix même du Bonheur (Grasset, 1930)
- Dans la foule horrible des hommes (Grasset, 1932)
- La Solitude et le Silence (Grasset, 1933)
- Les Signes dans le ciel (Grasset, colecția « Pour mon plaisir », 1935)
- O Peuple infortuné (Grasset, 1936)
- Le Jour de gloire (Mercure de France, 1939)
- Sous le char de Kâli (Laffont, 1947)
- La Moisson des Morts (Milieu du Monde, 1957)
- L’Aveugle devant son miroir (Milieu du Monde, 1958)
- Le Seul Amour (Milieu du Monde, 1959)

- La Conquête de la Vie (Chamuel, 1899)
- Claude, illustré par Yvonne Préveraud de Sonneville  (Laffont, 1947)